# War Stories
War Stories – czwarty studyjny album brytyjskiej grupy muzycznej Unkle, wydany po trzech latach przerwy. Zawiera 14 premierowych utworów, powstałych we współpracy z Richardem Filem.
Na płycie gościnnie zagrali m.in. Ian Astbury (The Cult), Josh Homme (Queens of the Stone Age) i 3D (Massive Attack). Do współpracy zaproszono również The Duke Spirit. Jest to pierwszy album Unkle, na którym można usłyszeć śpiew lidera grupy - Jamesa Lavelle'a. Muzyk zaśpiewał w utworach "Hold My Hand" i "Morning Rage".

## Lista utworów
1. "Intro"
2. "Chemistry"
3. "Hold My Hand"
4. "Restless" (feat. Josh Homme)
5. "Keys to the Kingdom" (feat. Gavin Clark)
6. "Price You Pay"
7. "Burn My Shadow" (feat. Ian Astbury)
8. "May Day" (feat. The Duke Spirit)
9. "Persons & Machinery" (feat. Autolux)
10. "Twilight" (feat. 3D)
11. "Morning Rage"
12. "Lawless"
13. "Broken" (feat. Gavin Clark)
14. "When Things Explode" (feat. Ian Astbury)